# Ям-Запольська угода
Ям-Запольська угода — мирна угода терміном на 10 років, укладена 15 січня 1582 між Річчю Посполитою та Московським царством (правитель Іван IV Грозний) поблизу Запольського Яма (недалеко від Пскова). Один з дипломатичних актів, що завершував Лівонську війну 1558—1583 років.
Поразки на полі бою змусили московського князя Івана IV (Грозного) шукати посередників для укладання миру. На його прохання відгукнувся папа римський Григорій XIII. До Речі Посполитої і Московії був спрямований папський легат Антоніо Поссевіно. Після особистого спілкування з королем і царем дипломату вдалося всадити представників двох сторін за стіл перемовин в селищі Киверова Гірка біля Запольського Яма. Поссевіно особисто вів усі засідання, складав протоколи і робив з них копії, надсилав листи монархам, вмовляв, блефував і погрожував. На певному етапі це викликало невдоволення як московитів, так і литовців, що почали підозрювати папського легата в підігруванні опонентам. Але Поссевіно таки довів справу до кінця. На двадцять першому засіданні 15 січня 1582 року перемовники таки уклали перемир'я на десять років на почесних умовах для Івана IV.